# Owady wodne

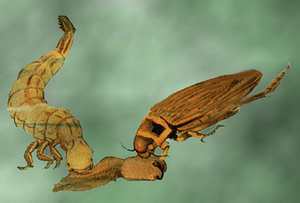
Pływak żółtobrzeżek

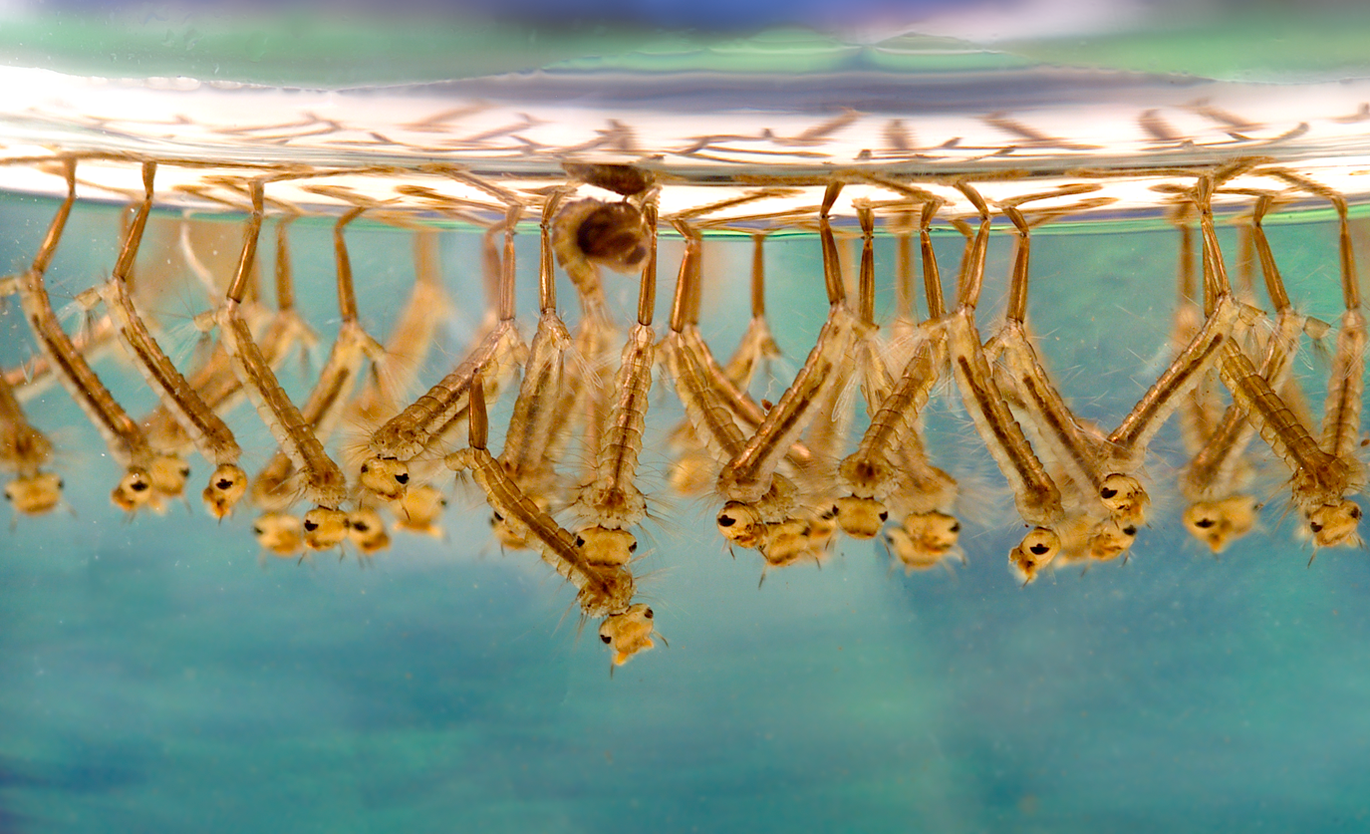
Larwy komara

Owady wodne – grupa owadów wyróżniana ze względu na środowisko życia. Owady, które w części lub w całym cyklu życiowym przebywają w środowisku wodnym (żyjąc w zbiornikach wodnych lub na powierzchni wody). Zaliczane są tu rzędy, które w całości (wszystkie gatunki) związane są ze środowiskiem wodnym (w wodzie żyją ich stadia larwalne) jak i poszczególne rodziny z rzędów, których przedstawiciele zasiedlają także środowiska lądowe, zarówno larwy jak i postacie dorosłe. Wśród owadów wodnych trafiają się także gatunki z grup zaliczanych do typowo lądowych, przykładowo ze środowiskiem wodnym związanych jest w Polsce 6 gatunków motyli. W wodzie żyją tylko ich gąsienice, z wyjątkiem Acentria ephemerella, którego bezskrzydła samica występuje pod wodą.
Współcześnie w Polsce występuje około 3400 gatunków owadów wodnych.
Owady wodne Polski:
- jętki (wszystkie gatunki),
- widelnice (wszystkie gatunki),
- ważki (wszystkie gatunki),
- chruściki (prawie wszystkie gatunki),
- wielkoskrzydłe (żylenice),
- strumycznikowate (strumycznik zwyczajny),
- okudlicowate,
- siatkoskrzydłe (niektóre),
- motyle (nieliczne gatunki),
- muchówki (niektóre),
- pluskwiaki wodne (wszystkie, głównie w stadium larwalnym),
- chrząszcze wodne (wszystkie, głównie w stadium larwalnym).